# Потсит
Потсит (англ. pottsite) — мінерал класу фосфатів, арсенатів та ванадатів.

## Загальний опис
Хімічна формула: HPbBi(VO4)2•2H2O. Містить (%): H — 0,74; O — 23,42; V — 14,91; Pb — 30,33; Bi — 30,59. Короткі призматичні кристали. Твердість 3,5. Густина 7,0. Колір яскраво-жовтий. Риса світло-жовта. Блиск алмазний. Напівпрозорий. Крихкий. Вторинний мінерал, що утворюється в зоні окиснення гідротермальних рудних свинцевих родовищ. Осн. знахідки: родовище Потс (Невада, США) (Potts, Lander Co., Nevada), родовище Бінгхам (Нью-Мексико, США) (Bingham, Hansonburg District, Socorro Co., New Mexico, USA), родовище Оджуела (Мексика) (Ojuela Mine, Mexico).
Назва за місцем першої знахідки — родовище Потс.